# 寇老西儿 (电视剧)
《寇老西儿》，是中國于1997年製作的電視劇，描述了宋朝宰相寇準的傳奇故事。本劇主演葛優、陳道明、仲星火、張子健、瞿穎等。

## 演员表
- 葛优 饰 寇准（寇老西儿）
- 陈道明 饰 八贤王（宋太祖四子，原名赵德芳）
- 张长海 饰 杨继业（金刀令公，大宋忠臣）
- 祝希娟 饰 佘赛花（佘老太君，杨继业妻）
- 仲星火 饰 宋太宗（宋朝第二代皇帝，宋太祖之弟，原名赵光义）
- 张子健 饰 宋真宗（宋朝第三代皇帝，宋太宗三子，原名赵德昌）
- 宁才 饰 杨六郎（杨延昭，杨继业六子）
- 孙岚 饰 柴郡主（杨延昭妻，金花郡主）
- 宁才 饰 任堂惠（任炳，外号“假杨延昭”）
- 李成儒 饰 潘仁美（当朝太师，大宋奸臣）
- 曹力 饰 王强（当朝太傅，大辽奸细）
- 朱艺 饰 高怀德（大宋开国功臣）
- 张毅然 饰 呼延赞（铁鞭王，大宋名将）
- 张文义 饰 杨洪（杨府管家）
- 瞿颖 饰 杨排风（杨府烧火丫头，後成寇猛之妻）
- 孙浩 饰 寇猛（寇准之子）
- 富大龙 饰 寇安（寇准管家）
- 施建岚 饰 潘夫人（潘仁美之妻）
- 何赛飞 饰 潘妃（潘月蓉，宋太宗爱妃）
- 李季 饰 刘公公（刘奎，大太监）
- 黄宗洛 饰 李公公（李文，大太监）
- 水磊 饰 岳胜（杨延昭部下，人称“花刀太岁”）
- 周敬吾 饰 刘玉（御史）
- 王慧 饰 李妃（真宗爱妃）
- 郭春华 饰 郎雄（郎千、郎万之叔）
- 卢勇 饰 萧天佐（大辽元帅，萧太后之弟，萧天佑大哥）
- 王慧 饰 耶律彩云（即李妃，大辽奸细）
- 刘波 饰 耶律第（大辽贵族）
- 曹国星 饰 忽而哈里（大辽将领）
- 俞钟 饰 高丽王子
- 江海 饰 云南王（姓柴，后周皇族，柴郡主亲哥哥）
- 郜怀亮 饰 郎千（潘仁美旧将，杨延昭部下）
- 秦保林 饰 郎万（潘仁美旧将，杨延昭部下）
- 王海丰 饰 王顺（王府管家）
- 翁国钧 饰 王大和气（峡谷县民）

## 職員表
- 出品人：张振华；曲光辉
- 制作人：杨健；刘亚辉；刘燕铭
- 导演：俞钟
- 编剧：俞钟；过士行；杨健
- 监制：张和平；邢籁；李晨